# Connectionless Broadband Data Service
Als Connectionless Broadband Data Service (CBDS) bezeichnet man in der Telekommunikation das von der ETSI definierte europäische Pendant zum Switched Multimegabit Data Service (SMDS). Dabei handelt es sich um ein Breitbandversuchsnetz in den USA, das vergleichbar ist mit dem Vermittelnden Breitbandnetz (VBN) in Deutschland.